# Bases aéreas portuguesas no Ultramar
Desde 1917 até 1975, a Aviação Militar Portuguesa manteve bases e unidades aéreas em diversos territórios ultramarinos portugueses. A primeira unidade foi a Esquadrilha Expedicionária a Moçambique, enviada para participar nas operações contra os alemães, por ocasião da 1ª Guerra Mundial. Essa esquadrilha foi uma das primeiras unidades de aviação militar de todo o continente africano. No entanto a grande instalação de unidades aéreas no ultramar deu-se a partir de 1961, por ocasião da Guerra do Ultramar, altura em que foram instaladas bases e aeródromos espalhados por todos os territórios africanos portugueses.
Segundo a organização da Força Aérea no Ultramar, estabelecida na década de 1950, foram criados os seguintes tipos de bases:
- 1) Bases Aéreas (BA) - bases centrais de Região Aérea ou de Zona Aérea;
- 2) Aeródromos-Base (AB) - bases sede de sector de Região Aérea;
- 3) Aeródromos de Manobra - aeródromos satélite complementares das BA ou dos AB;
- 4) Aeródromos de Trânsito - bases de reabastecimento e apoio à rota aérea Lisboa - Cabo Verde - Bissau - S.Tomé - Luanda - Moçambique.
- 5) Aeródromos de Recurso - aeródromos de emergência e de apoio;
- 6) outros aeródromos - foram criados muitos aeródromos e pistas de aviação junto a unidades militares de superfície, sobretudo junto às mais isoladas, para apoio às mesmas. Nalguns deles estavam estacionados Destacamentos de Cooperação da Força Aérea, sob controlo operacional do Exército e outros serviam de sede às Formações Aéreas Voluntárias. No entanto, na maioria deles não havia guarnição permanente de pessoal e meios da FAP.[2]

Enquanto que as bases aéreas da Metrópole eram normalmente especializadas num determinado ramo de aviação (caça, luta antissubmarina, transporte, instrução, etc.), a maioria das instalações do Ultramar funcionava como base regional, destinando-se a cobrir um determinado sector aéreo e possuindo esquadras dos diversos tipos necessários à atuação nesse sector, sobretudo de reconhecimento, de apoio de fogo, de transporte e de helicópteros.
Normalmente, só as BA e os AB tinham meios aéreos permanentemente estacionados. Nos outros aeródromos operavam destacamentos das esquadras sedeadas em BA e AB. No entanto, em alguns casos, existiram esquadras sedeadas permanentemente em Aeródromos de Manobra.
Por território, as bases e unidades foram as seguintes:

## Angola
Da Aeronáutica Militar:
- 1918 - Campo do Luambo, sede da Esquadrilha Expedicionária a Angola;
- 1918 - Campo do Huambo, sede da Esquadrilha Expedicionária a Angola;
- 1918-1921 - Campo do Huambo, sede da Esquadrilha Inicial Colonial;
- 1921-1924 - Campo do Huambo, sede do Grupo de Esquadrilhas de Aviação de Angola;[1][4]

Da Força Aérea Portuguesa:
- 1960-1975 - Base Aérea Nº 9 (BA9), base aérea central em Luanda;
- 1960-1975 - Aeródromo-Base N.º 3 (AB3), base aérea de sector no Negage;
- 1963-1975 - Aeródromo-Base N.º 4 (AB4), base aérea de sector em Henrique de Carvalho;
- 1963-1975 - Aeródromo de Manobra N.º 95, aeródromo satélite da BA9 em Cabinda;
- 1963-1975 - Aeródromo de Manobra N.º 31, aeródromo satélite do AB3 em Maquela do Zombo;
- 1963-1975 - Aeródromo de Manobra N.º 32, aeródromo satélite do AB3 em Toto;
- 1963-1975 - Aeródromo de Manobra N.º 33, aeródromo satélite do AB3 em Malange;
- 1963-1975 - Aeródromo de Manobra N.º 41, aeródromo satélite do AB4 em Portugália;
- 1963-1975 - Aeródromo de Manobra N.º 42, aeródromo satélite do AB4 em Camaxilo;
- 1963-1975 - Aeródromo de Manobra N.º 43, aeródromo satélite do AB4 em Cazombo;
- 1969-1975 - Aeródromo de Manobra N.º 44, aeródromo satélite do AB4 no Luso;
- 1963-1975 - Aeródromo de Recurso de Cacolo;
- 1963-1975 - Aeródromo de Recurso de Vila Teixeira de Sousa;
- 1963-1975 - Aeródromo de Recurso de Santa Eulália;
- ? -1975 - Aeródromo de Recurso de Gago Coutinho;
- ? -1975 - Aeródromo de São Salvador, sede de Destacamento de Cooperação;
- ? -1975 - Aeródromo de Cuito-Canavale, sede de Destacamento de Cooperação;

? - 1975 - Aeródromo de Recurso de N´Riquinha
- 1973-1975 - Aeródromo de Silva Porto, sede da Formação Aérea Voluntária 202;
- 1968-1975 - Aeroporto de Nova Lisboa, sede da Formação Aérea Voluntária 204.[1][2][3]

## Cabo Verde
- 1963-1975 - Aeródromo de Trânsito N.º 1, base de reabastecimento na Ilha do Sal;[1]

## Guiné Portuguesa
- 1961-1965 - Aeródromo-Base N.º 2 (AB2), em Bissau;
- 1965-1974 - Base Aérea N.º 12 (BA12 - Bissalanca), em Bissau;
- 1965-1974 - Aeródromo de Manobra de Bafatá;
- 1965-1974 - Aeródromo de Manobra de Tite;
- 1965-1974 - Aeródromo de Manobra de Bubaque;
- 1965-1974 - Aeródromo de Nova Lamego;
- 1965-1974 - Aeródromo de Cufar;
- 1965-1974 - Aeródromo de Aldeia Formosa;[1]

## Macau
Da Aviação Naval:
- 1927-1942 - Centro de Aviação Naval de Macau.[1][5]

## Moçambique
Da Aeronáutica Militar:
- 1917-1918 - Campo de Mocímboa da Praia, sede da Esquadrilha Expedicionária a Moçambique;
- 1949-1952 - Centro de Instrução Aeronáutica de Lourenço Marques (passou para a Força Aérea em 1952).[4][1]

Da Força Aérea Portuguesa:
- 1952-1955 - Centro de Instrução Aeronáutica de Lourenço Marques;
- 1962-1975 - Base Aérea N.º 10 (BA10), base aérea central na Beira;
- 1961-1975 - Aeródromo-Base N.º 5 (AB5), base aérea de sector em Nacala;
- 1967-1975 - Aeródromo-Base N.º 6 (AB6), base aérea de sector em Nova Freixo;
- 1962-1975 - Aeródromo-Base N.º 7 (AB7), base aérea de sector em Tete;
- 1963-1975 - Aeródromo-Base N.º 8 (AB8), base aérea de sector em Lourenço Marques;
- 1962-1975 - Aeródromo de Manobra N.º 51, aeródromo satélite do AB5 em Mueda;
- 1963-1975 - Aeródromo de Manobra N.º 52, aeródromo satélite do AB5 em Nampula;
- 1967-1975 - Aeródromo de Manobra N.º 61, aeródromo satélite do AB6 em Vila Cabral;
- 1967-1975 - Aeródromo de Manobra N.º 62, aeródromo satélite do AB6 em Marrupa;
- 1962-1975 - Aeródromo de Manobra N.º 71, aeródromo satélite do AB7 em Furacungo;
- 1962-1975 - Aeródromo de Manobra N.º 72, aeródromo satélite do AB7 em Chicoa;
- 1962-1975 - Aeródromo de Manobra N.º 73, aeródromo satélite do AB7 em Mutara;
- 1963-1975 - Aeródromo de Recurso de Tenente Valadim;
- 1963-1975 - Aeródromo de Recurso de Montepuez;
- 1963-1975 - Aeródromo de Recurso de Milange;
- 1963-1975 - Aeródromo de Recurso de Fingoé;
- 1963-1975 - Aeródromo de Recurso de Vila Pery.[1][2][3]

## São Tomé e Príncipe
- 1961-1975 - Aeródromo de Trânsito N.º 2, base de reabastecimento em S. Tomé.[1]

## Timor-Leste
- 1975 - Aeródromo de Díli, sede do Destacamento de Helicópteros de Timor.